# Liste der Baudenkmäler in Ronsberg

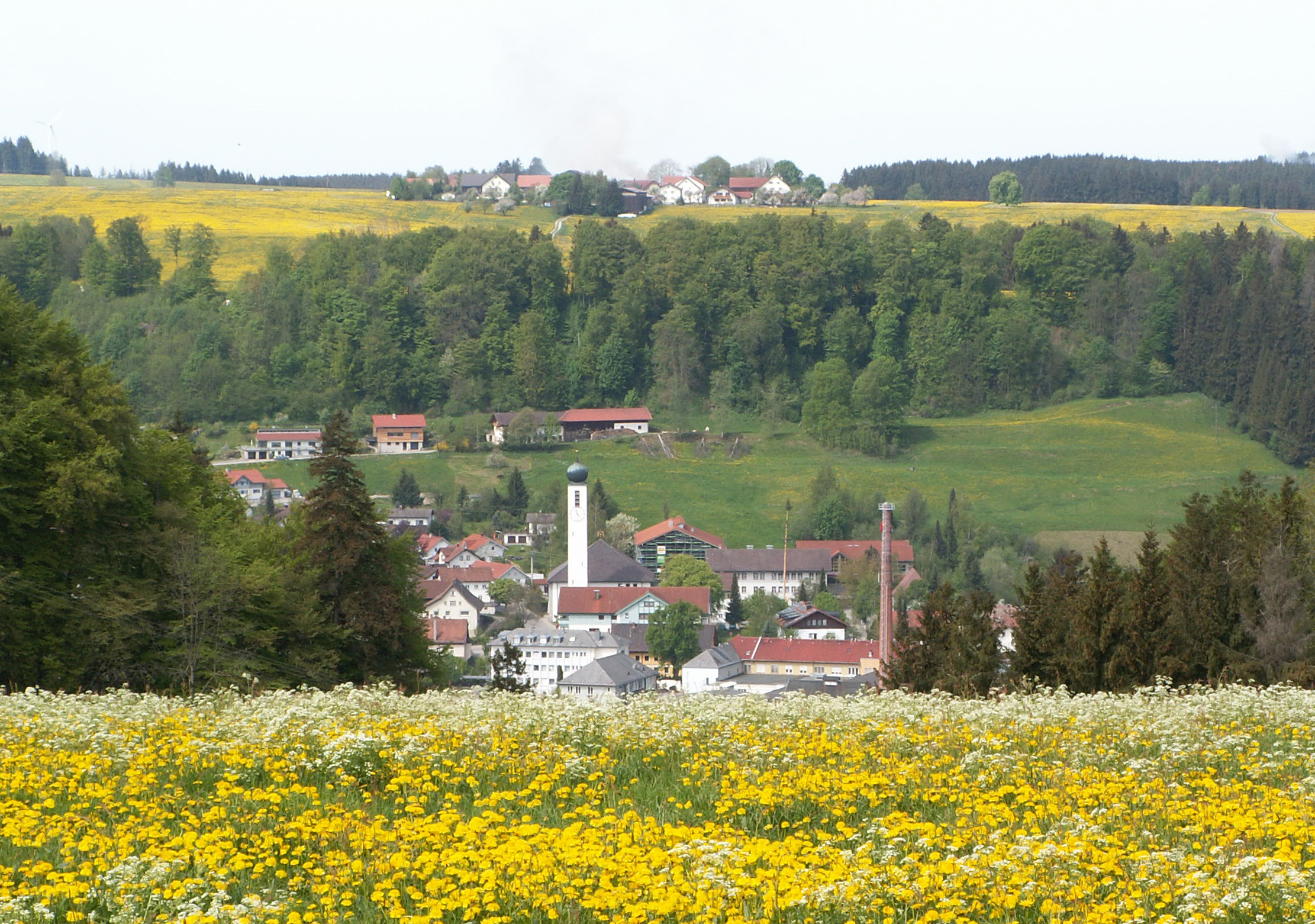
Ronsberg von Osten

Auf dieser Seite sind die Baudenkmäler in dem schwäbischen Markt Ronsberg zusammengestellt. Diese Tabelle ist eine Teilliste der Liste der Baudenkmäler in Bayern. Grundlage ist die Bayerische Denkmalliste, die auf Basis des Bayerischen Denkmalschutzgesetzes vom 1. Oktober 1973 erstmals erstellt wurde und seither durch das Bayerische Landesamt für Denkmalpflege geführt wird. Die folgenden Angaben ersetzen nicht die rechtsverbindliche Auskunft der Denkmalschutzbehörde.

## Baudenkmäler nach Ortsteilen

### Ronsberg
| Lage                               | Objekt                                            | Beschreibung | Akten-Nr.    | Bild                                              |
| ---------------------------------- | ------------------------------------------------- | --- | ------------ | ------------------------------------------------- |
| Friedhofweg 2 (Standort)           | Chor der ehemaligen Burgkapelle der Burg Ronsberg | im Kern wohl 15. Jahrhundert,nach Abbruch des Langhauses 1854 der Fünfachtelschluss zu einem Oktogon mit Zeltdach ergänzt, Laterne modern; mit Ausstattung | D-7-77-165-6 | Chor der ehemaligen Burgkapelle der Burg Ronsberg |
| Friedhofweg 2 (Standort)           | katholische Kapelle                               | kleiner Rechteckbau mit Satteldach, 18. Jahrhundert | D-7-77-165-7 | katholische Kapelle                               |
| Marktplatz 3 (Standort)            | Katholische Pfarrkirche Mariä Himmelfahrt         | erbaut 1960/1962; mit historischen Ausstattungsstücken | D-7-77-165-1 | Katholische Pfarrkirche Mariä Himmelfahrt         |
| Mühlstraße 1 (Standort)            | Ehemaliges Amtsdienerhaus                         | Steilsatteldach, im Kern noch 17. Jahrhundert, erneuert | D-7-77-165-2 | Ehemaliges Amtsdienerhaus                         |
| Mühlstraße 15 (Standort)           | Mühle                                             | Satteldachbau, Mitte 19. Jahrhundert, mit Hausfigur, Heiliger Joseph, Drittes Viertel 18. Jahrhundert                                                      | D-7-77-165-3 | Mühle                                             |
| Neuenrieder Straße 4 (Standort)    | Kleinhaus                                         | Verputzter Ständerbau mit Mittertenne, im Kern Ende 17. Jahrhundert                                                                                        | D-7-77-165-4 | Kleinhaus                                         |
| Obergünzburger Straße 1 (Standort) | Hausfigur                                         | Heiliger Petrus, Drittes Viertel 15. Jahrhundert | D-7-77-165-5 | Hausfigur                                         |
| Stationenweg (Standort)            | Kreuzwegstationen                                 | Drittes Viertel 19. Jahrhundert | D-7-77-165-8 | Kreuzwegstationen                                 |

### Bihls
| Lage       | Objekt                                 | Beschreibung                                | Akten-Nr.     | Bild                                   |
| ---------- | -------------------------------------- | ------------------------------------------- | ------------- | -------------------------------------- |
| (Standort) | Katholische Kapelle Hl. Dreifaltigkeit | 2. Hälfte 17. Jahrhundert; mit Ausstattung. | D-7-77-165-10 | Katholische Kapelle Hl. Dreifaltigkeit |

### Dingisweiler
| Lage                        | Objekt        | Beschreibung                                               | Akten-Nr.     | Bild          |
| --------------------------- | ------------- | ---------------------------------------------------------- | ------------- | ------------- |
| Dingisweiler 123 (Standort) | Weilerkapelle | Mitte 19. Jahrhundert, modern verlängert; mit Ausstattung. | D-7-77-165-11 | Weilerkapelle |

### Grub
| Lage                | Objekt     | Beschreibung                                                                                            | Akten-Nr.     | Bild       |
| ------------------- | ---------- | --- | ------------- | ---------- |
| Grub 122 (Standort) | Hofkapelle | kleiner Rechteckbau mit Zweiseitschluss und offenem Dachreiter mit Spitzhelm, um 1884; mit Ausstattung. | D-7-77-165-12 | Hofkapelle |

### Neuenried
| Lage                        | Objekt                                 | Beschreibung                                                       | Akten-Nr.     | Bild                                   |
| --------------------------- | -------------------------------------- | ------------------------------------------------------------------ | ------------- | -------------------------------------- |
| Neuenried 62 1/2 (Standort) | Einzelhof                              | mit Flachdach, Hakenschopf und Mitterstall, Anfang 19. Jahrhundert | D-7-77-165-14 | Einzelhof                              |
| (Standort)                  | Katholische Kapelle Hl. Dreifaltigkeit | erbaut um 1770/80; mit Ausstattung.                                | D-7-77-165-13 | Katholische Kapelle Hl. Dreifaltigkeit |

### Oberweiler
| Lage                      | Objekt                           | Beschreibung                  | Akten-Nr.     | Bild                             |
| ------------------------- | -------------------------------- | ----------------------------- | ------------- | -------------------------------- |
| Oberweiler 119 (Standort) | Katholische Kapelle St. Wendelin | erbaut 1720; mit Ausstattung. | D-7-77-165-15 | Katholische Kapelle St. Wendelin |

### Zadels
| Lage       | Objekt                                       | Beschreibung                             | Akten-Nr.     | Bild                                         |
| ---------- | -------------------------------------------- | ---------------------------------------- | ------------- | -------------------------------------------- |
| (Standort) | Katholische Kapelle St. Franziskus v. Assisi | spätes 18. Jahrhundert; mit Ausstattung. | D-7-77-165-16 | Katholische Kapelle St. Franziskus v. Assisi |